# Lust och begär
Lust och begär (originaltitel Vision Quest, i Storbritannien och Australien känd som Crazy for You) är en amerikansk film från 1985, baserad på romanen med samma originaltitel av Terry Davis. Filmen regisserades av Harold Becker och bland skådespelarna återfinns Matthew Modine, Linda Fiorentino och Ronny Cox.

## Rollista
- Matthew Modine som Louden Swain
- Linda Fiorentino som Carla
- Michael Schoeffling som Kuch
- Ronny Cox som Larry Swain
- Harold Sylvester som Gene Tanneran
- Daphne Zuniga som Margie Epstein
- Frank Jasper som Brian Shute
- Charles Hallahan som Coach
- J.C. Quinn som Elmo
- R.H. Thomson som Kevin
- Gary Kasper som Otto Laft
- Raphael Sbarge som Schmoozler
- Forest Whitaker som Balldozer
- Roberts Blossom som Grandpa (Farfar/morfar)
- James Gammon som Kuchs far
- Madonna som klubbsångerska